# Songhae-myeon
Songhae-myeon (koreanska: 송해면) är en socken i landskommunen Ganghwa-gun i provinsen Incheon,  50 km nordväst om huvudstaden Seoul. Songhae-myeon ligger på den norra delen av ön Ganghwado vid Hanflodens mynning. På andra sidan Hanfloden ligger Nordkorea.